# This Is Our Music
This Is Our Music från 1960 är ett musikalbum med Ornette Coleman Quartet.

## Låtlista
Musiken är skriven av Ornette Coleman om inget annat anges.
1. Blues Connotation – 5:17
2. Beauty is a Rare Thing – 7:13
3. Kaleidoscope – 6:36
4. Embraceable You (George Gershwin/Ira Gershwin) – 4:55
5. Poise – 4:41
6. Humpty Dumpty – 5:24
7. Folk Tale – 4:45

## Medverkande
- Ornette Coleman – altsaxofon
- Don Cherry – kornett
- Charlie Haden – bas
- Ed Blackwell – trummor